# فيرنر شاشتين
فيرنر شاشتين (بالألمانية: Werner Schachten)‏ هو لاعب كرة قدم ألماني في مركز الوسط، ولد في 16 سبتمبر 1954. لعب مع نادي بوخوم.

## وصلات خارجية
- فيرنر شاشتين على موقع قاعدة بيانات كرة القدم.إي يو (الإنجليزية)
- فيرنر شاشتين على موقع بيانات كرة القدم. دي إي (الألمانية)
- فيرنر شاشتين على موقع عالم كرة القدم.نت (الإنجليزية)